# Râul Recaș
Râul Recaș este un afluent al râului Valea Cărășița. 

## Hărți
- Harta județului Timiș